# Берт Рамельсон
Барух Рахмілевич Мендельсон (англ. Baruch Rahmilevich Mendelson, нар. 22 березня 1910 — пом. 13 квітня 1994), відомий як Берт Рамельсон  (англ. Bert Ramelson) — промисловий організатор, політик Комуністичної партії Великої Британії. Обіймав посаду національного промислового організатора з 1965 до 1977, а з 1977 до 1990 роки був редактором та членом редакційної колегії «World Marxist Review».

## Життєпис
Берт Рамельсон народився у родині євреїв із Черкас, Україна. Був шостою дитиною в сім'ї. Його батько був вченим талмудизму, а мати керувала крамницею, успадкованою від батька.
В 1922 році сім'я Берта емігрувала до Едмонтона, Альберта, Канада. Рамельсон навчався в Університеті Альберти, отримував там стипендію та здобув диплом за правничою спеціалізацією. У студентські роки був призваний на офіцерські курси.
Після здобуття кваліфікації адвоката та проходження обов'язкового року практики, Рамельсон поїхав до Палестини, щоб приєднатися до кібуцу. Згодом, він ненадовго повернувся до Канади та пішов на війну разом із канадським Батальйоном інтернаціональних бригад. Батальйон було залучено до громадянської війни в Іспанії.
Мав поранення на Арагонському та Ебровському фронтах.
З 1939 року проживав у Великій Британії. Деякий час був менеджером-стажером у «Marks and Spencer».
Під час Другої світової війни був унтер-офіцером-водієм 7-го королівського танкового полку. Був взятий у полон німецькими військами після захоплення Тобрука в 1942 році.
У вересні 1943, організував втечу з італійського табору військовополонених після італійського перемир'я та вирішив приєднатися у протистоянні до Італійського руху опору.
У березні 1945 року він отримав звання другого лейтенанта Королівської артилерії, а згодом почав виконувати обов'язки штабс-капітана в Індії.
Після завершення війни, Рамельсон виконував обов'язки штатного секретаря Лідського відділення Комуністичної партії. Цю посаду він обіймав з 1946 до 1953 року. Співпрацював з Національною спілкою шахтарів, у якій він був наставником молодого Артура Скаргілла. Висував свою кандидатуру від комуністів на проміжних виборах до Південного Лідсу в 1963 році, де посів четверте місце.
У 1965 році Рамелсон став Національним промисловим організатором Комуністичної партії. В 1966 році відбувся страйк моряків, Рамельсон був звинувачений лейбористським прем'єр-міністром Гарольдом Вілсоном у членстві
|  | тісно згуртованої групи політично вмотивованих людей, які, як показали останні вибори, абсолютно не змогли забезпечити визнання своїх поглядів британським електоратом. Дехто з них зараз дуже відверто говорить, що більше стурбований тим, щоб завдати шкоди нації, ніж отримати справедливість, яку ми всі хочемо бачити. |

Під час перебування на посаді промислового організатора Рамельсон налагоджував зв'язки з професійними спілками та координував їх опір політикам уряду Гарольда Вільсона 1960-х років. У 1970-х роках, виступив проти політики суспільного договору між профспілками та лейбористським урядом.
Рамельсон не підтримував Закон про промислові відносини 1971 року та боровся за звільнення пентонвільської п'ятірки. У 1972 році організовував пікети під час страйку шахтарів.
Берт написав багато памфлетів з характерними короткими та змістовними заголовками. Одним із таких був «Social Contract Cure or Con-trick?» (укр. "Суспільний договір, ліки чи обман?"). Інші стосувалися обґрунтування альтернативної політики та консенсусу для соціалізму. Він був різким у суперечках і настоював на своєму під час них. Колеги казали, що з Рамельсоном можна було посваритися і водночас залишитися міцними друзями після сварки. Кевін Галпін, голова Комітету зв'язків із захисту профспілок, сказав:
|  | Берта запам'ятають як великого комуністичного лідера. |

У 1939 році одружився вперше з жінкою, на ім'я Маріан, з якою познайомився в Комуністичній партії в Лідсі. 1967 року вона померла. У 1970 одружився вдруге із Джоан Сміт. Помер в 1994 році у Великій Британії.

## Публікації
• Incomes Policy: The Great Wage Freeze Trick/Політика доходів: трюк із заморожуванням зарплат
• Keep the Unions Free (1969)/Тримайте профспілки вільними (1969)
• Donovan Exposed: A Critical Analysis of the Report of the Royal Commission on Trade Unions (1968)/Викриття Донована: критичний аналіз звіту Королівської комісії з профспілок (1968)
• Productivity Agreements: An Exposure of the Latest and Greatest Swindle on the Wages Front (1970)/Угоди про продуктивність: викриття останнього та найбільшого шахрайства щодо заробітної плати (1970)
• Carr's Bill and How to Kill It: A Class Analysis (1971)/Білл Карра і як його вбити: аналіз (1971)
• Social Contract: Cure or Con-trick? (1974)/Суспільний договір: ліки чи обман? (1974)
• Bury the Social Contract: The Case for an Alternative Policy (1977)/Поховайте суспільний договір: аргументація на користь альтернативної політики (1977)
• Consensus for Socialism (1987)/Консенсус для соціалізму (1987)